# Horalka (román)
Horalka (v originále La Ciociara) je román italského spisovatele Alberta Moravia z roku 1957. Vypráví o ženě, která se snaží ochránit svou dceru před hrůzami druhé světové války. Děj se odehrává v Římě a na italském venkově. Do češtiny román přeložili Jaroslav Pokorný a Alena Wildová. V roce 1962, 1965, 1976 jej vydalo nakladatelství Odeon a v roce 2007 nakladatelství Academia. V roce 1960 román pod stejnojmenným názvem zfilmoval režisér Vittorio De Sica a hlavní roli zde ztvárnila Sophia Lorenová. Za svou roli v roce 1961 obdržela Oscara za nejlepší ženský herecký výkon v hlavní roli. V roce 1988 si stejnou roli zahrála v remaku režiséra Dina Risiho.

## Obsah
Hlavní hrdinka, Cesira, pochází z malé horské vesnice poblíž městečka Vallecorsa. Už jako šestnáctiletá se provdala za mnohem staršího obchodníka z Říma. Toto manželství nebylo šťastné a muž Cesiru podváděl, ale ta se o jeho zálety až do jeho smrti nestarala a věnovala se domácnosti, krámu a pak i dceři Rosettě.
Když přichází druhá světová válka, Cesira má možnost si jako obchodnice vydělat slušné peníze tím, že přiváží z venkova do Říma mnoho nedostatkového zboží a prodává je na černém trhu. V létě 1943 již však nemůže vydržet častá bombardování a odjíždí i s dcerou na venkov, aby zde počkaly na konec války. Předpokládá, nebo to alespoň předstírá, že válka brzy skončí a že se bude moci i s dcerou během dvou týdnů vrátit do Říma, ale okolnosti způsobí, že se nedobrovolný exil protáhne.
Cesira se chce dostat vlakem až do blízkosti své rodné vesnice, ale koleje však nečekaně končí ještě daleko před Fondi, pročež je Cesira nucena vystoupit s dcerou na půli cesty. Po příchodu do Fondi zjišťují, že lidé kvůli obavám z bombardování odtáhli nejen z Říma, ale zjevně ze všech velkých měst, včetně Fondi. Proto se vydávají na cestu liduprázdnou krajinou hledat ubytování, až objevují domek u pomerančovníkového sadu, ve kterém bydlí Concetta a Vincenzo a jejich dva synové, kteří oba zběhli z války a schovávají se. Cesira a Rosetta se rozhodují tu několik týdnů zůstat, avšak špatná strava, nepříznivé podmínky a nedůvěra k majitelům domu je brzy přiměje uprchnout s falešnou nadějí, že jinde se budou mít lépe.
S pomocí dalšího obchodníka, Tommasina, se Cesiře podaří získat určité zásoby a doporučení na možnost ubytování v horách. Útočiště nachází v miniaturní vesničce Svatá Eufemie, kde započínají své čekání na dlouho ohlašované vysvobození z rukou anglické armády. Netuší však, že zde budou nuceny zůstat celých devět měsíců, navíc že v nehostinných horských podmínkách budou muset přečkat i celou zimu. Až na nepohodlí, chudobu a stereotyp pobytu v Eufemii se jim však v tomto období veškeré strasti spojené s válkou vesměs vyhýbají.
Komplikace se navzdory všem očekáváním objevují až s příchodem spojeneckých vojsk. Nejprve Němci utíkající před Spojenci donutí intelektuála Michela, přítele Cesiry a Rosetty, aby jim dělal průvodce při hledání svých druhů, později se dozvídáme, že Michele na této cestě skončil tragicky.
Cesira s Rosettou plny očekávání sházejí do Fondi, kde američtí vojáci rozdávají jídlo a oblečení, zpět do Říma však nemohou, cesta tam je nebezpečná, neboť ještě není osvobozen. Cesira už se nechce vracet zpět do hor, a tak se s dcerou poté, co jen o vlas uniknou smrti při bombardování, vydávají do svého rodiště. Vesnici však nacházejí zcela vylidněnou. Chtějí se alespoň pomodlit v tamním kostelíku. Zde ale čeká na Cesiru to nejhorší: vtrhnou tam maročtí vojáci a Rosettu surově znásilní.
Po této kruté ráně se rozhodují navrátit se do Fondi. Na cestě potkávají mladíka jménem Clorindo, jenž je ochoten svézt je na nákladním voze a který se poté ukáže být známým Concetty. Tak se Cesira s Rosettou opět ubytují u rodiny této svérázné venkovské ženy. Cesiře však brzy neujde, že se Rosetta po jejím znásilnění tak změnila, že jí nevadí ani stát se milenkou ženatého Clorinda, když jí nabídl nové šaty a punčochy. Z původně citlivé, věřící a naivní dívky se tak kvůli nedobrovolnému zákroku proti jejímu panenství stala lhostejná prostitutka, již netěší nic než neosobní promiskuitní milování.
Zanedlouho je Cesiře a Rosettě umožněno konečně se navrátit zpět do Říma, na této cestě je nicméně čeká ještě jedna rána: Veze je tam Concettin syn Rosario a jejich auto přepadnou lupiči a Rosaria zastřelí. Díky tomuto dalšímu šoku si Rosetta uvědomuje tragičnost svého osudu a rozpláče se. Osud Cesiry a Rosetty po jejich návratu do Říma již není dále líčen, Rosettiny slzy však dávají čtenáři naději, že se jí navracejí její nedávno ztracené city a že se s Cesirou budou moci navrátit do původního způsobu života, který vedly před válkou.